# Kazimierz Gerkowicz
Kazimierz Gerkowicz (ur. 1 października 1920 w Warszawie, zm. 25 września 2008 w Lublinie) – polski okulista, profesor nauk medycznych. 

## Życiorys
Uczęszczał do warszawskiego gimnazjum im. Stefana Żeromskiego. Maturę zdał w 1939. W czasie wojny pracował w różnych zawodach w różnych miejscach, m.in. we Lwowie. Z powodu żydowskiego pochodzenia musiał się wraz z żoną ukrywać pod fałszywym nazwiskiem.
Studia medyczne rozpoczął w 1944 na Uniwersytecie Marii Curie-Skłodowskiej w Lublinie i na tej uczelni otrzymał dyplom lekarski w grudniu 1949. Na uczelni pracował już od 1947 roku. W styczniu 1950 roku został zatrudniony jako asystent w Klinice Okulistycznej Wydziału Lekarskiego, wydzielonej z UMCS, Akademii Medycznej. W 1953 został adiunktem, a w 1964 - docentem.
Po przejściu na emeryturę Tadeusza Krwawicza w 1980 objął na 11 lat (do 1991) kierownictwo lubelskiej Katedry i Kliniki Okulistyki. Na profesora nadzwyczajnego awansował w 1979. Tytuł naukowy profesora zwyczajnego nauk medycznych został mu nadany w 1987 roku. Na emeryturę przeszedł w 1991.
Był członkiem honorowym Polskiego Towarzystwa Okulistycznego. Zainteresowania badawcze i kliniczne K. Gerkowicza dotyczyły m.in. okulistyki dziecięcej. Autor rozdziałów m.in. w 3-tomowym podręczniku "Okulistyka współczesna" wydanego pod redakcją Witolda Orłowskiego. Swoje prace publikował w czasopismach polskich i zagranicznych, m.in. w "Klinice Ocznej".
Jego żona Teresa była profesorem pediatrii na tej samej uczelni. Obaj synowie także zostali lekarzami: Marek okulistą, a Jacek – ginekologiem.

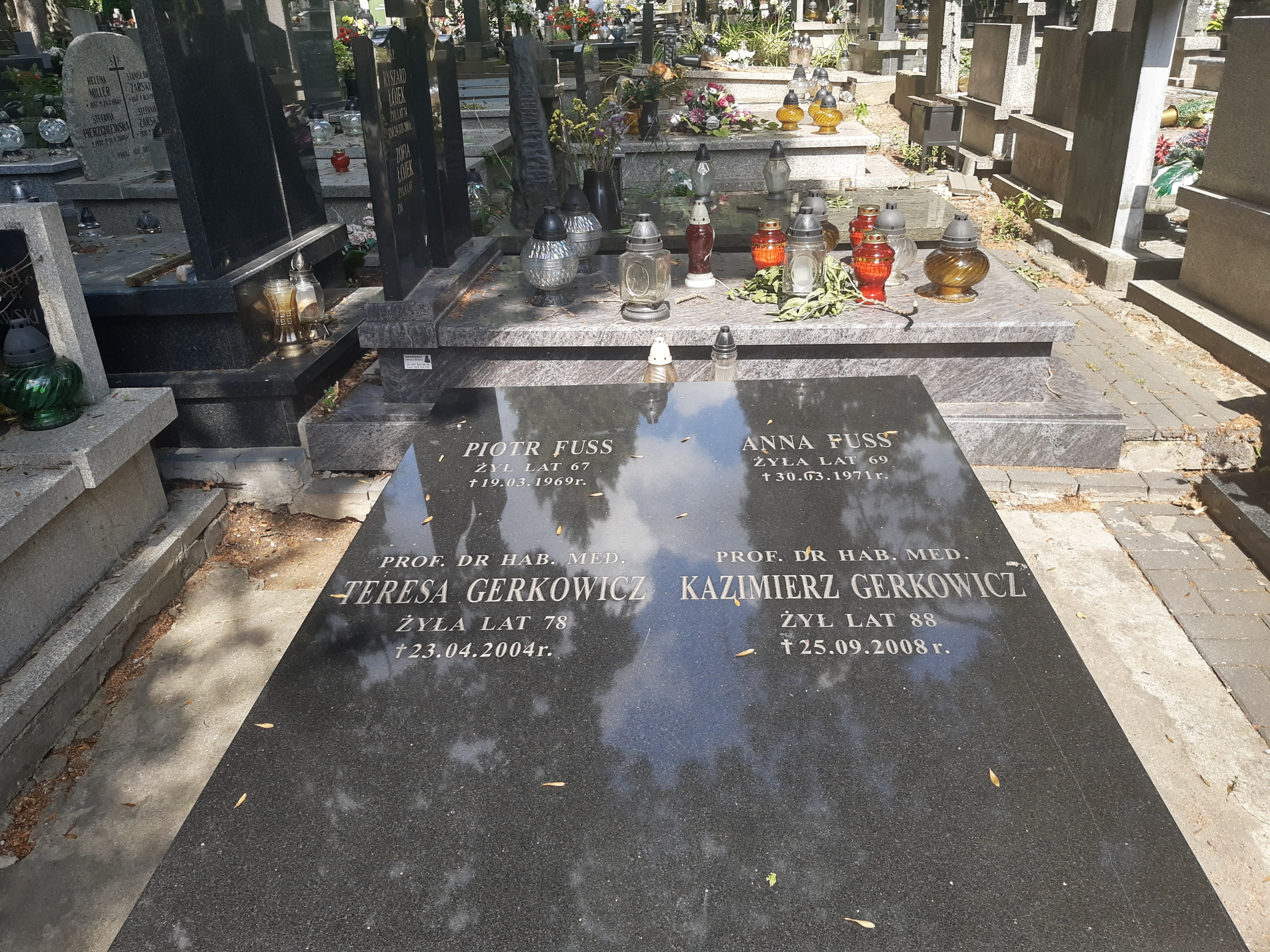
Grób Kazimierza i Teresy Gerkowiczów na cmentarzu przy ulicy Lipowej

## Odznaczenia
Odznaczony m.in.:
- Złotym Krzyżem Zasługi (1974)
- Krzyżem Kawalerskim Orderu Odrodzenia Polski (1979)